# Magari
Magari (em inglês: Magari (If Only), bra:O Sonho de Uma Família) é um filme de 2019 dirigido por Ginevra Elkann, sua estreia na direção. Foi apresentado como filme de abertura no Festival de Locarno 2019, sua estreia mundial.

## Sinopse
Na década de 1980, a pequena Alma morava em Paris com seus dois irmãos um pouco mais velhos, sua mãe Charlotte e seu padrasto Pavel de fé ortodoxa, a quem converteu seu companheiro e seus filhos católicos. Charlotte, esperando um novo filho de Pavel, tem uma gravidez difícil e, depois de fazer um acordo com seu ex-marido Carlo, que mora em Roma, manda os meninos a ele para levá-los às montanhas para passar as férias de Natal e Ano Novo. Carlo, um cineasta em crise, com problemas econômicos e tendo que reescrever um trabalho que lhe foi recusado, leva os meninos à beira-mar de Sabaudia junto com Benedetta, sua nova parceira a quem apresenta como colaboradora. A coexistência dará origem a conflitos entre o pai e os filhos, mas no final a família sonhada por Alma se encontrará "mais ou menos" junta.

## Elenco
- Brett Gelman: Bruce
- Riccardo Scamarcio: Carlo
- Alba Rohrwacher: Benedetta
- Céline Sallette: Charlotte
- Benjamin Baroche: Pavel
- Oro De Commarque: Alma
- Milo Roussel: Sebastiano
- Ettore Giustiniani: Jean
- Florinda Bolkan: Olga
- Giovanni Visentin: Ugo

## Lançamento
Devido às medidas de prevenção para a pandemia de COVID-19, a distribuição nos cinemas não pôde ser planejada de forma adequada. O filme foi distribuído e disponibilizado pela Rai Cinema exclusivamente no RaiPlay a partir de 21 de maio de 2020.
No Brasil, foi lançado em 2020 pela Elite Filmes no Cinema Virtual.